# 236788 Nanxinda
236788 Nanxinda este o planetă minoră (asteroid), cu un diametru de 1,526 km, din centura de asteroizi. A fost descoperită pe 9 august 2007 la Xuyi County⁠(d) de Observatorul de pe Muntele Purpuriu⁠(d). 
Obiectul prezintă o orbită caracterizată de o semiaxă mare de 2,3067247622086 UAi, o excentricitate de 0,17089607806331, o înclinație de 3,2742377153423 ° în raport cu ecliptica.